# Jaselda
Jaselda, Jasolda (bělorusky Ясельда nebo Ясольда, rusky Ясельда, polsky Jasiołda) je řeka v Brestské oblasti v Bělorusku. Je 250 km dlouhá. Povodí má rozlohu 7790 km².

## Průběh toku
Pramení východně od Bělověžského pralesa. Protéká jezerem Sporauskaje. Ústí zleva do Pripjati (povodí Dněpru).

## Vodní režim
Zdrojem vody jsou především sněhové srážky. Průměrný průtok vody v ústí činí 35,8 m³/s. Zamrzá v listopadu až v prosinci, poté rozmrzá ve druhé polovině března až v první polovině dubna. Nejvyšších stavů dosahuje od března do května.

## Využití
Řeka je spojena Ahinským kanálem se Ščarou v povodí Němenu, přes řeku Pinu Dněpersko-bugským kanálem s Muchavcem v povodí Bugu. Řeka i její přítoky jsou na některých úsecích kanalizovány. Na řece leží město Bjaroza.